# Філідор-лісовик вохристогорлий
Філідо́р-лісови́к вохристогорлий (Automolus ochrolaemus) — вид горобцеподібних птахів родини горнерових (Furnariidae). Мешкає в Мексиці, Центральній і Південній Америці.

## Опис
Довжина птаха становить 18-19 см, вага 30-46 г. Верхня частина тіла темно-оливково-коричнева, тім'я сірувате, махові пера коричневі, хвіст і верхні покривні пера хвоста руді. Скроні темно-коричневі з охристими плямами, горло жовте, навколо очей жовті кільця, над очима жовті "брови". Нижня частина тілаа охристо-коричнева, на грудях темний лускоподібний візерунок, на боках чорнуваті плями.

## Підвиди
Виділяють шість підвидів:
- A. o. cervinigularis (Sclater, PL, 1857) — південно-східна Мексика (Веракрус, північна і північно-східна Оахака, південь Кінтана-Роо), північна Гватемала і західний Беліз;
- A. o. hypophaeus Ridgway, 1909 — від південного Гондурасу до північно-західної Панами;
- A. o. pallidigularis Lawrence, 1862 — східна Панама, північна і західна Колумбія (на схід до долини Магдалени) і північний захід Еквадору (на південь до західного Гуаясу і Лос-Ріосу);
- A. o. turdinus (Pelzeln, 1859) — південно-східна Колумбія (на південь від західної Мети і Ваупесу), південна Венесуела (Амасонас, Болівар), Гвіана, схід Еквадору, північний схід Перу і північ Бразилії (на південь до Амазонки);
- A. o. ochrolaemus (Tschudi, 1844) — східне Перу, центральна Болівія і центральна Бразилія (на південь від Амазонки, на схід до річки Пурус);
- A. o. auricularis Zimmer, JT, 1935 — центральна Бразилія (від річки Пурус до східної Пари) і північно-східна Болівія.

Панамський філідор раніше вважався конспецифічним з вохристогорлим філідором-лісовиком.

## Поширення і екологія
Вохристогорлі філідори-лісовики мешкають в Мексиці, Гватемалі, Белізі, Гондурасі, Нікарагуа, Коста-Риці, Панамі, Колумбії Венесуелі, Еквадорі, Перу, Болівії, Бразилії, Гаяні, Французькій Гвіані і Суринамі. Вони живуть в підліску вологих рівнинних і гірських тропічних лісів. Віддають перевагу заболоченим і варзейським лісам (тропічним лісам у заплавах Амазонки і її притоків). Зустрічаються поодинці або парами, на висоті до 1650 м над рівнем моря, переважно на висоті до 1000 м над рівнем моря. Іноді приєднуються до змішаних зграй птахів разом з бурочеревими філідорами-лісовиками. Живляться безхребетними і дрібними хребетними, яких шукають в епіфітах або в опалому листі. Гніздяться в норах довжиною 40-75 см, в яуих розміщують чашоподібне гніздо, встелене рослинним матеріалом. В кладці 2-3 білих яйця. Інкубаційний період триває 19 днів. І самиці, і самці насиджують яйця і доглядають за пташенятами.